# Cocconeis scutellum
Cocconeis scutellum is een protist die behoort tot de familie Cocconeidaceae.

## Voorkomen
Het is wijdverspreid en komt voor op alle continenten. Het meest is de soort waargenomen in Europa en Noord-Amerika